# Darcinópolis
Darcinópolis is een gemeente in de Braziliaanse deelstaat Tocantins. De gemeente telt 5.388 inwoners (schatting 2009).
De gemeente grenst aan Wanderlândia, Palmeiras do Tocantins en Angico.